# 古国时代
古国时代是2002年至2018年开展的中华文明探源工程提出的中国历史新时期之一。
过去，它也被称为传说时期或上古时期，但近年来，其中夏朝之前的状态正在通过考古挖掘得到证实。而夏朝开始后的时期被中华文明探源工程称为王朝时代。

## 歷史年代
古国时期大概是公元前3800年到公元前1920年。
以下年表是中华文明探索工程按时间顺序排列的估计。
原始时期（公元前3800年-公元前3050年，750年）
- 太昊:紀元前3350年

炎帝神農氏（BC3050〜BC2510、540年間）
- 神農　:紀元前3035年

黄帝有熊氏（BC2510〜BC1920、590年間）
- 黄帝:紀元前2510年～紀元前2448年
- 顓頊:紀元前2300年
- 堯舜:紀元前2000年

## 地理分布

### 辽河文明
遼寧省建平縣發現的紅山文化牛河梁遗址為遼河文明的典型代表，其中出土大規模竪穴建物，有墳墓、祭壇與神殿，已經出現國家的雛形。在興隆窪文化出土了最早刻有龍圖案的翡翠與玉製品。一部分中華人民共和國考古學界認為，黃帝可能起源自遼河文明。中國学者李辉通过现代分子人类学与考古学成果考证，認為发源于磁山文化的東夷少典部落，於公元前4000年北迁，分化出黃帝族，赶跑了使用芬兰-乌拉尔语的趙寶溝文化上层，创造了红山文化。

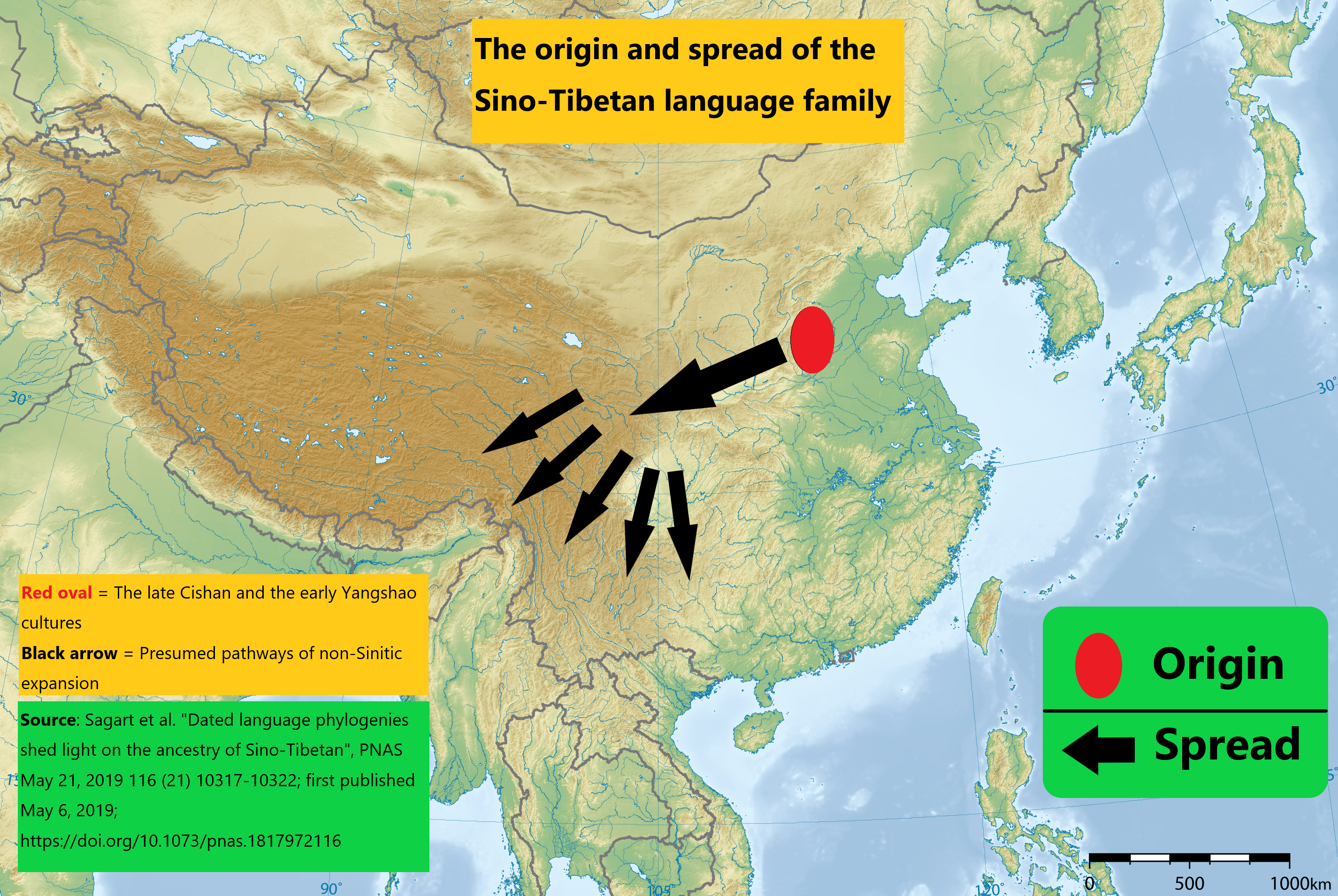
汉藏语系的起源与传播。红椭圆是磁山晚期和仰韶早期的文化。黑色箭头是藏緬语族自漢藏語系分裂出來後向西擴張的假定途径。在将语言比较方法应用于沙加尔于2019年开发的比较语言数据数据库以识别声音对应关系并建立同源词后，系统发育方法被用于推断这些语言之间的关系并估计其起源和家乡的年龄。

### 黃河文明
- 仰韶文化(公元前5050年~公元前3050年): 仰韶文化是1921年在河南省仰韶村發現的以彩陶（在紅底上描繪出彩色的陶器）為特色的文化。仰韶文化遗址集中分布在陕西省、甘肃省、河南省和山东省，仰韶时期的遗址规模明显增大，大型聚落遗址出现，多数遗址面积在数万到数十万平方米，少数遗址面积超过百万平方米。在关中、晋南和豫西北地区为主的中原地区，开始出现一些规模较大的中心聚落，局部区域甚至出现了仰韶文化城址[7]。仰韶文化前期(公元前5050~公元前4050)以紅陶為主流，代表遺址為陝西西安市半坡，被稱為仰韶半坡類型文化，該文化處於母系社會，農村已有階級分化現象。當時以粟黍生产为主的经济方式在黄河中游地区出现。粟黍农业经济方式的建立，促使人类摆脱了依赖狩猎采集资源的限制，而转为依靠农业生产获得稳定的食物供给，促使人口数量的快速增加。粟黍农业人群随后在黄河及支流河谷广泛扩张，向西扩张至青藏高原东北边缘，向东影响至山东沿海一带[7]。仰韶文化中期(公元前4050~公元前3550)出現了使用滑輪的仰韶廟底溝類型文化，庙底沟文化从中原地区快速扩张，对黄河流域的新石器文化发展影响很大，以人口擴張為驅動力，大量向周邊地區移民，影响所及，北到河套和、南到江漢，向西至青藏高原东北部，向东则至黄河下游的山东地区[7]，在地理和文化上為夏商乃至秦漢以後的華夏族群地區奠定了基礎。而且，這一時期正是傳說中「三皇五帝」中的炎、黃部落鼎盛時期。廟底溝類型的年代下限直至公元前2780年[8][9]，一部分中華人民共和國考古學界認為黃帝可能起源自仰韶文化中原一帶[10]。仰韶文化後期（公元前3550年之後），又分為半坡後期類型、西王村類型、大司空類型和秦王塞類型等四種文化，而馬家窯文化是源自仰韶文化的一種地方類型。這個時期出現了貧富差距，社會分工和階層分化也有所發展。其後發展為龍山文化。

- 大汶口文化(公元前4300年～公元前2400年):1959年于山东省宁阳县堡头村发现了一处遗址，随后在山东省泰安县大汶口也有发现，这几处是大汶口文化的代表遗址。前期以红陶为主流，后期黑陶、灰陶成为了主流，后期制作的卵壳黑陶的高柄杯精巧美丽，被山东龙山文化继承。

- 龙山文化(公元前3050年~公元前2050年)和河南龙山文化：龙山文化是1930年中央研究院历史语言研究所在山东省章丘县龙山镇发现的以黑陶和灰陶为特色的古代文化，后期也开始铸造铜器。龙山时期遗址在陕西省、河南省和山东省的分布最为集中，在陕南、豫东北、鲁西南的山区、陕北高原，以及晋北的滹沱河流域，都发现了大量的龙山文化遗址[7]。龙山时期的聚落遗址规模继续增大，黄河流域出现了大型聚落中心和城址，遗址的面积在数十万到数百万平方米，在中原地区和岱海地区分别发现14座和17座龙山时期城址[7]。

龙山文化分布

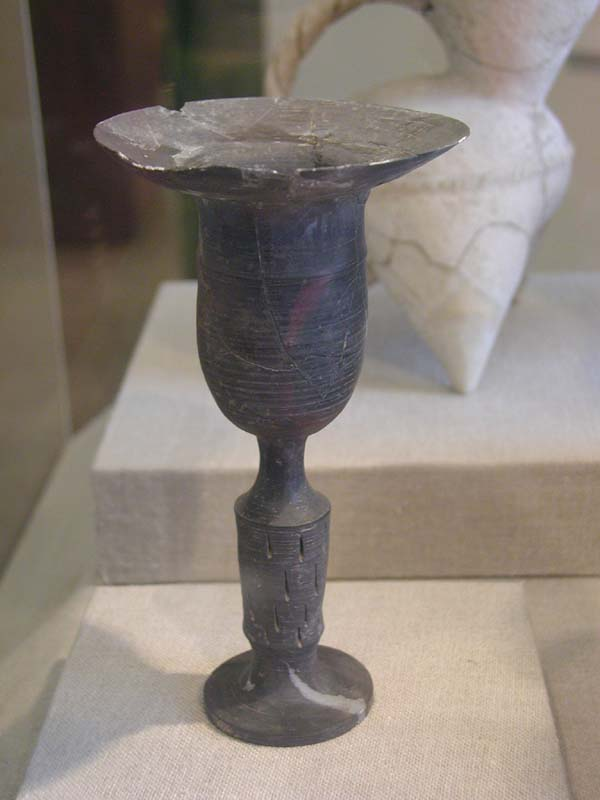
龙山文化的蛋壳高柄杯，1976年山东省诸城呈子遗址出土

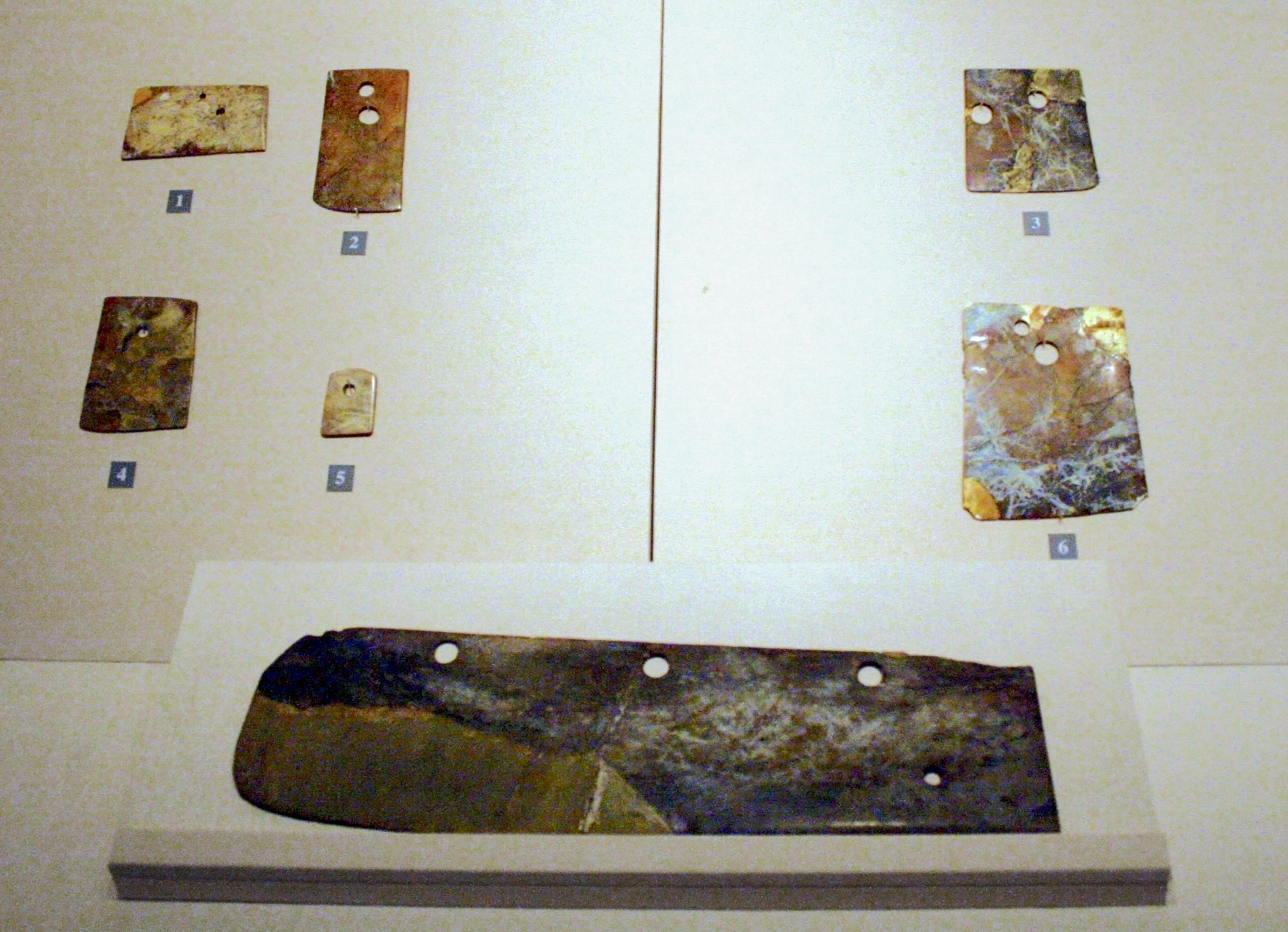
玉器，现藏于山东博物馆

- 陶寺遺址: 中國山西省襄汾縣一個龍山文化時期，面積至少達56萬平方米的考古遺址，該遺址於20世紀50年代出土，並於2001年確定中期城址，並出土了宮殿、王陵、城牆、貴族墓園與住宅、宗教禮拜場所，以及懷疑是世上最古老的天象臺，及中國最早文字的遺存。現為全國重點文物保護單位。一般认为，陶寺遗址属于国家形成的早期阶段，它被认为是可能的尧的都城。
- 石峁遗址：中国陕西省神木县境内的一处新石器时代遗址。遗址位于高家堡镇石峁村秃尾河北侧山峁，在长城南边十余公里，黄河西边二十余公里。[11]秃尾河与铜川沟交汇处，地处陕北黄土高原北部边缘，兴建于公元前2300年前后，废弃于公元前1800年前后。遗址中包含内、外城和“皇城台”，总面积为425万平方米，为已知中国新石器时代晚期面积最大的城址[12]，但是没有任何文字史料记载该遗址。[11]除此之外，还发掘出房址、墓葬等遗迹，提供了当时气候、文化、社会等信息[13]。石峁是石器时代玉的集大成者[14]，玉石文化直接源自于良渚文化[15]。

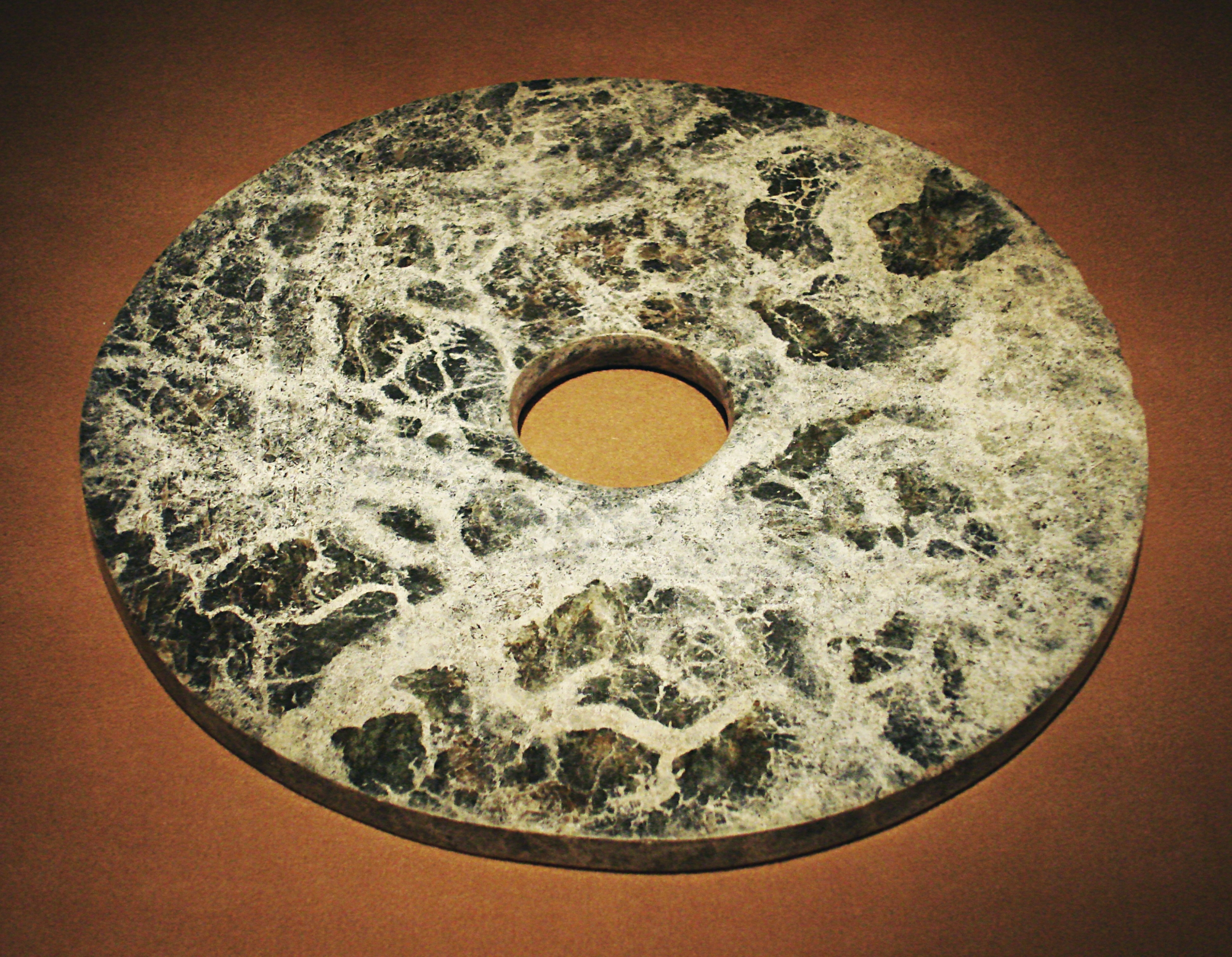
良渚文化時期的玉璧是當時象徵財富及軍權的禮器。

### 長江文明
在早期文明时期（约公元前5000年至公元前2000年），长江中游区、长三角区并肩崛起，以精湛的玉器工艺著称，形成独特的玉器文化和玉器礼仪，大规模遗址依据河流修建水坝，形成独特的坝城聚落结构。长江中游区的文明曙光开始于高庙遗址，初露于大溪文化，然后由屈家岭文化接力，最后由石家河文化取代，主要为城头山遗址至鸡叫城、阴湘城、城河、马家垸、陶家湖、门板湾、叶家庙等城邦林立的格局，晚期逐渐统一为石家河古国。长三角区的文明分别在巢湖附近的凌家滩文化与太湖附近的泽文化形成雏形，由涵盖苏南浙北地区的良渚文化集其大成，莫角山遗址群组成了一座庞大的都邑。四川盆地的文明要晚于其余两地区，但宝墩文化突然崛起之时兴建了规模很大的龙马古城（宝墩古城），之后也陷入了芒城、双河、三道堰等城邦对峙的局面。
- 凌家滩文化（距今5800年至5300年）：安徽省马鞍山市含山县发现的凌家滩遗址为江淮及江南流域文明的典型代表，凌家滩遗址规模巨大、功能齐全、等级分明，是一处大型中心聚落，且在其周边分布着规模不等的至少10处以上的中小型聚落，当时凌家滩人口的繁盛，中心与周边的等级分化。凌家滩先民不仅能够制造、拥有大量玉石器（如刻图玉版、刻树纹三角形玉片、玉龟、龙、鹰等仿生动物和人形象），还发展了稻作农业，饲养或捕猎猪、鹿、鸟禽等多种动物丰富饮食品种。凌家滩遗址出现了集军事指挥、宗教祭祀和社会管理于一身、凌驾于全社会之上的王权和区域性政体——早期国家，进入了“古国”时代，迈入了文明社会。
- 良渚文化(距今5300年至4000年期间): 中國新石器時代考古学文化之一，出現於約發展於長江下游環太湖地區，共發現500多處遺址，以良渚遺址附近的莫角山為中心區。良渚文化最主要特徵是玉器的使用和隨葬，包括大件的玉琮、玉璧、玉鉞。玉琮是工藝最精、最具權威性的玉器，往往刻有精緻的獸面紋，是神靈的圖象，玉鉞則是軍權、王權的象徵。良渚文化的政治體為酋邦，亦有學者認為已出現國家雛形，能動員大量勞動力，各酋邦間結成聯盟，神權色彩濃厚，建造大型祭祀場所、城牆及防洪土牆，社會成員地位分化，形成貴族和普通平民階層。良渚先民善用石犁耕作，稻米開始成為主要糧食來源，並有原始文字。良渚文化被視為中國史前文明的重要搖籃，良渚玉器標示文明時代已經到來，與北方龍山文化交流密切。良渚文化結束於酋邦或國家解體，農業衰落后回復比較分散的部落社會。
- 三星堆遗址：中国四川省广汉市城西三星堆镇的鸭子河畔的青铜时代文化遗址。由于其古域内有起伏相连的三个黄土堆而得名，有“三星伴月”之美名。遗址年代为公元前2,800年至公元前1,100年，分为四期，第一期为宝墩文化（前蜀，前2,500年至公元前1,750年），第二、三期为三星堆文化（古蜀，公元前2,000年至公元前1,400年，同时期的中原为夏商时期），四期为十二桥文化（古蜀，主要遗存在金沙遗址，中原为商末周初时期）[16]。1987年1月16日公佈為四川省第二批文物保護單位[17]。1988年1月13日列為第三批全國重點文物保護單位[18]。目前三星堆遗址正联合金沙遗址申请成为世界遗产[19]。三星堆遗址证明了长江流域在上古时期并非是蛮荒之地，而与黄河流域一样拥有高度文明。

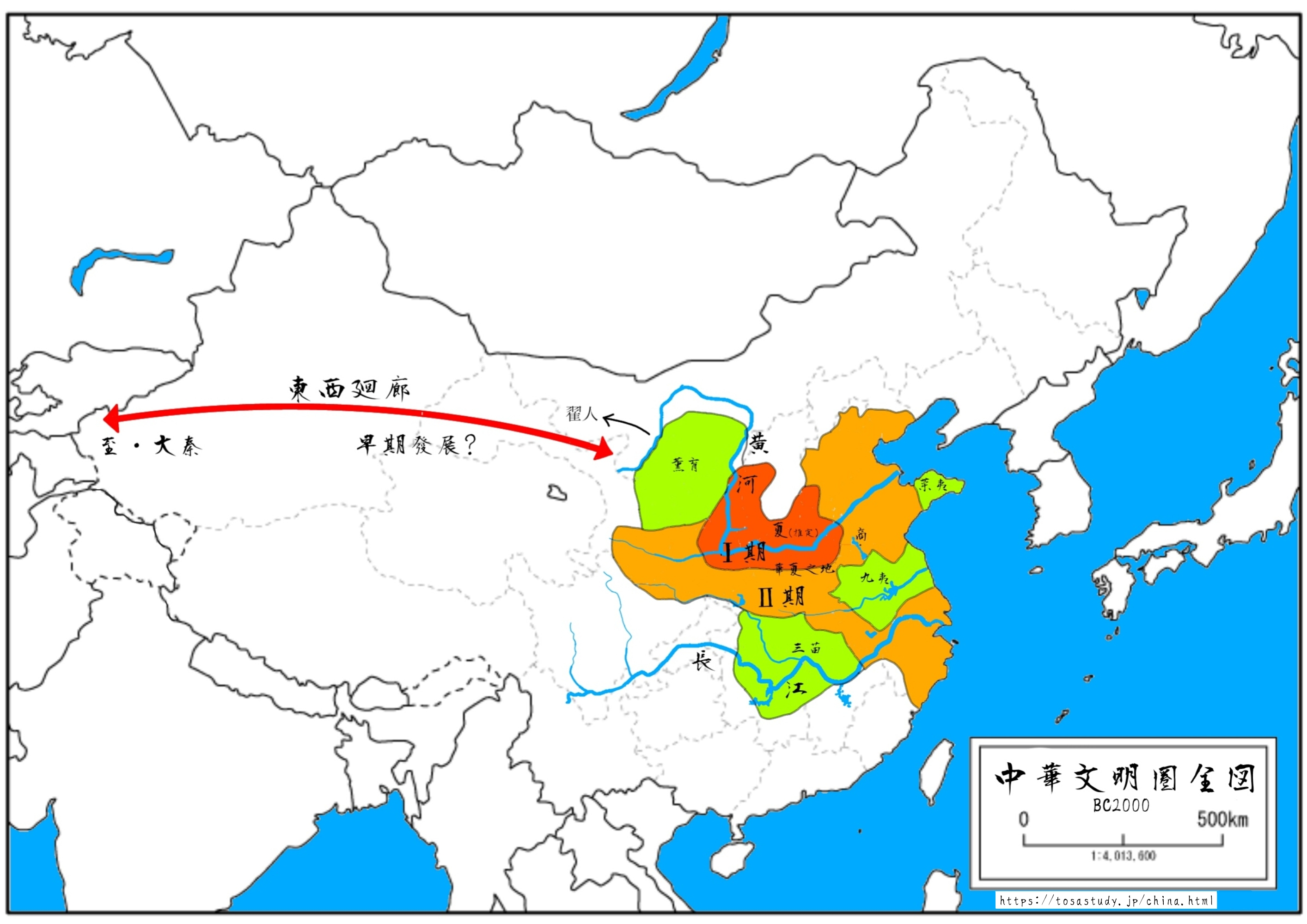
前1800年左右的古国时代

## 传说中的记载

### 太古
- 盘古
- 渾沌氏
- 三皇　(有巢氏・燧人氏)
  - 天皇氏
  - 地皇氏
  - 人皇氏

### 伏羲女媧時代
- 太昊紀元前3350年
- 伏羲女媧，風姓。

1. 大皞帝包犧氏
2. 女娲氏
3. 大庭氏
4. 柏皇氏
5. 中央氏
6. 栗陆氏
7. 骊连氏
8. 赫胥氏
9. 尊卢氏
10. 混沌氏
11. 皞英氏
12. 有巢氏
13. 朱襄氏
14. 葛天氏
15. 阴康氏
16. 无怀氏

### 神農氏時期君主
- 帝石年：地皇、炎帝、姜石年，烈山氏
- 帝臨魁：臨魁
- 帝承：承
- 帝明：明
- 帝直：直、共工
- 帝釐：釐（克）
- 帝哀：哀
- 帝榆罔：榆罔

### 五帝時期
- 有熊氏：轩辕、黃帝
- 少昊：玄嚣
- 高阳氏：颛顼
- 高辛氏：嚳、俊
- 青陽氏：挚
- 陶唐氏：放勋、堯
- 有虞氏：重华、舜

### 九黎時期
- 蚩尤

## 参見
- 中国历史
- 夏商周断代工程
- 中国传说时代
- 中国传说时代君主列表
- 中国神话
- 古唐朝→虞朝→夏朝

| 前朝： 史前时代 （中石器时代） | 中国朝代 | 后朝： 夏 |